# Ефремов, Михаил Григорьевич
Михаи́л Григо́рьевич Ефре́мов (27 февраля [11 марта] 1897, Таруса, Тарусская область, Калужская губерния, Российская империя — 19 апреля 1942, дер. Жары, Вяземский район, Смоленская область, СССР) — советский военачальник, полководец Гражданской войны, Великой Отечественной войны, генерал-лейтенант (1940). Герой Российской Федерации (1996; посмертно).
В годы гражданской войны организовал успешный рейд бронепоездов на Баку, столицу Азербайджанской Демократической Республики, что способствовало быстрому падению АДР и установлению советской власти в республике. Руководил действиями 33-й армии на Наро-Фоминском направлении при обороне Москвы в 1941 году. Погиб (по официальной версии — застрелился) во время неудачного контрнаступления в рамках Ржевско-Вяземской операции в 1942 году.

## Биография

### Ранние годы
Михаил Григорьевич Ефремов родился 27 февраля (11 марта) 1897 года в городе Тарусе Калужской губернии (ныне Калужской области) в семье бедных мещан (по другим источникам — рабочего или батрака). Русский. С 1905 по 1908 год учился в трёхклассной земской школе (размещалась в деревянном доме у Земляного моста), куда ходил со своей улицы (ныне улица Тургенева) на горе. Место родительского дома (современный адрес — Улица Карла Маркса, д. 3) — объявлено памятником Культурного наследия России (№ 4030683000).
В детстве помогал отцу по хозяйству на их мельнице, пока его не приметил московский купец Рябов. Михаил вначале работал подмастерьем на мануфактурной фабрике Рябова в Москве в Большом Воскресенском переулке. Затем поступил учеником к мастерам-гравёрам и спустя некоторое время — на Пречистенские рабочие курсы. Шестилетнее обучение на курсах совпало с событиями 1905—1907 годов, в которых он участия не принимал.

### Начало военной карьеры
В русской императорской армии с сентября 1915 года. Вначале попал в 55-й запасной полк, однако вскоре был откомандирован в город Телави (Грузия) в школу прапорщиков. Весной 1916 года окончил Телавскую школу прапорщиков и был направлен в действующую армию.
Боевое крещение принял в рядах тяжёлого артиллерийского дивизиона на Юго-Западном фронте. В его составе участвовал в Брусиловском прорыве в Галиции. Военная служба нравилась Михаилу, а он сам пользовался уважением среди подчинённых: на батарее его за глаза называли «наш прапор». На фронте его и застали волнения: в войсках убивали офицеров и братались с противником, солдаты массово покидали позиции и дезертировали.

### В годы Гражданской войны
В 1917 году прапорщик Ефремов покинул армию, вернулся в Москву, где начал работать на заводе. В это время на улицах Москвы начали происходить вооружённые столкновения между сторонниками советской власти и Временного правительства. Затем он записался бойцом в один из замоскворецких рабочих отрядов, а затем был назначен инструктором 1-го Замоскворецкого красногвардейского отряда. В его составе участвовал в Октябрьском вооружённом восстании в Москве.
С апреля 1918 года М. Г. Ефремов служил в Красной Армии. Назначен инструктором тяжёлого артиллерийского дивизиона 1-й Московской советской пехотной дивизии. Участник гражданской войны в России. В августе 1918 года его назначили командиром роты 1-й Особой Московской пехотной бригады, и в дальнейшем его судьба была связана именно с пехотой. С марта 1919 года был начальником береговой охраны и обороны Астраханского края, с мая 1919 года командовал 13-м Астраханским отдельным стрелковым полком, с сентября 1919 — начальник войск внешней охраны и обороны железных дорог 11-й армии и начальником боевого участка охраны железных дорог в этой армии. Во главе сводного отряда участвовал в боях под Новохопёрском. В 1919 году в разгар боёв под Царицыном вступил в ВКП(б) по рекомендации председателя Временного военно-революционного комитета Астраханского края С. М. Кирова.
На этих постах воевал на Южном и Кавказском фронтах. В мае 1920 года был назначен командиром отдельной сводной бригады и успешно командовал отрядом из четырёх бронепоездов 11-й армии (командарм М. К. Левандовский) в Бакинской операции 1920 года, за что был награждён орденом Красного знамени и орденом Красного знамени Азербайджанской ССР № 1 (с гравировкой на обороте «Тов. М. Г. Ефремову за Баку. 1920 г.») . В приказе Революционного комитета Азербайджанской ССР в качестве основания награждения указывалось: «за взятие города Баку и за молниеносный смертельный удар, нанесённый в сердце буржуазного мусаватского правительства Азербайджана». Одновременно Реввоенсовет 11-й армии наградил его именной золотой саблей, а ревком Азербайджанской ССР подарил ему хрустальную вазу, оправленную драгоценными камнями. Второй орден Красного Знамени АССР он получил с гравировкой «За Ганджу». С июня 1920 года — начальник войск охраны и обороны железных дорог Азербайджанской ССР, с сентября 1920 — командир и комиссар Особого отдельного корпуса.
В 1920 году окончил Высшие военно-академические курсы. С февраля 1921 года командовал 33-й отдельной стрелковой дивизией, которая дислоцировалась под Пятигорском и Кисловодском. В феврале 1921 года 33-я дивизия М. Г. Ефремова совместно с отрядом осетинских партизан перешла через снега Мамисонского и Гебского перевалов Кавказского хребта и атаковала грузинские меньшевистские войска. Вскоре в Грузии вспыхнуло большевистское восстание, а 33-я дивизия занялась патрулированием дорог.

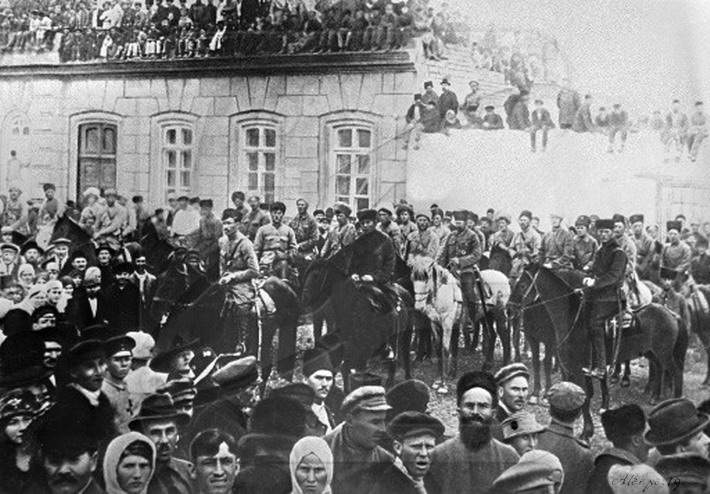
Баку. Бойцы Красной Армии вступают в город. 1920 год
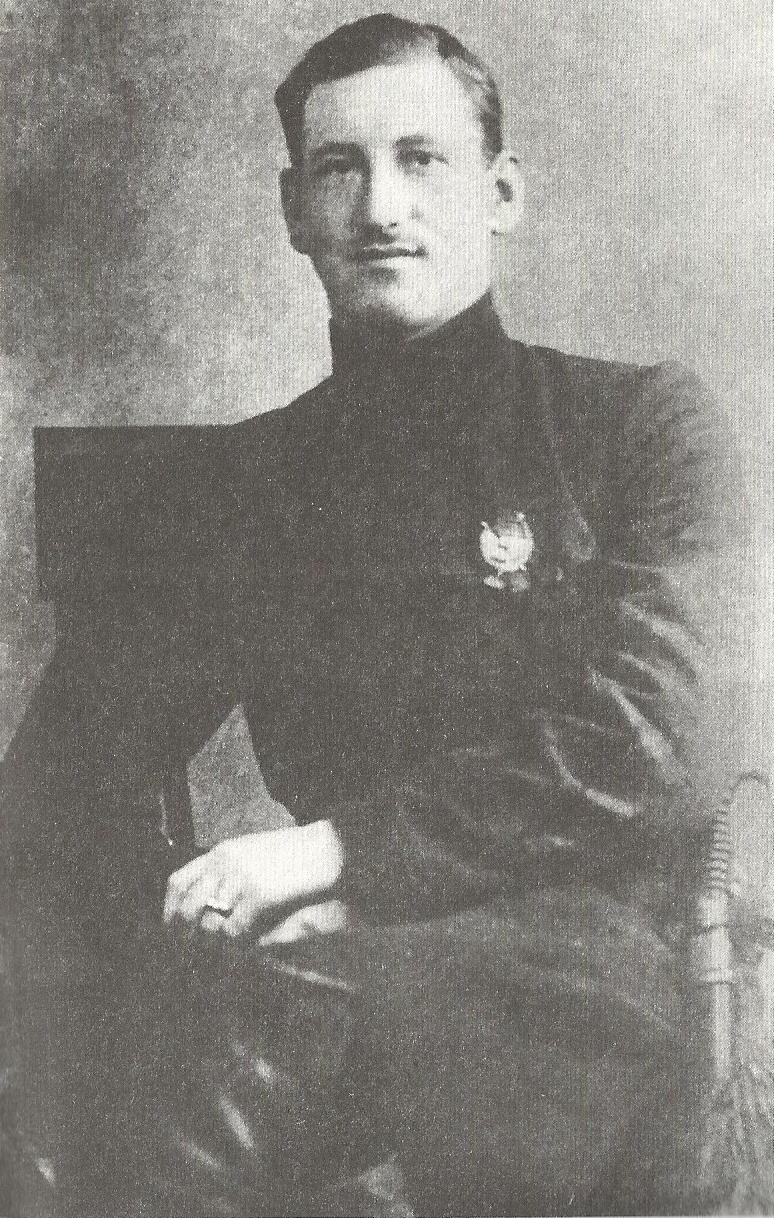
М. Г. Ефремов в годы Гражданской войны.
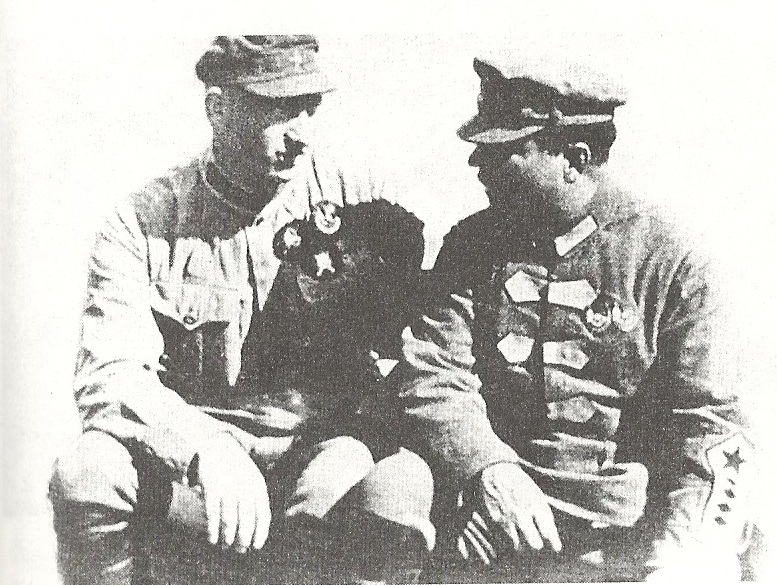
М. Г. Ефремов (слева) и К. Е. Ворошилов. 1924 год.

### Межвоенные годы
С июля 1921 года — начальник Вторых Московских командных пехотных курсов и одновременно командир-комиссар 1-й Московской отдельной бригады. С декабря 1921 года — командующий Карельским боевым участком. С февраля 1924 года — помощник командира и начальник политотдела 14-й стрелковой дивизии. С апреля 1924 по июль 1926 года командовал 19-й Тамбовской стрелковой дивизией.
В 1927 году в должности военного советника находился в командировке в Китае, где познакомился с В. К. Блюхером. Через год после возвращения из Китая в июле 1928 назначен командиром 18-й Ярославской стрелковой дивизии. В 1928 году окончил курсы высшего начальствующего состава РККА, в 1930 году — особый факультет единоначальников Военно-политической академии имени М. Г. Толмачёва, а в 1933 году — Военную академию РККА имени М. В. Фрунзе.
Климент Ефремович! Последнее моё слово к Вам. Пусть оно будет и к тов. Сталину. Я перед партией Ленина-Сталина, перед страной, советским правительством совершенно чист. Отдавал жизнь за твердыни Советской власти и в годы Гражданской войны, и в национально-освободительной войне китайского народа против империалистов… Если верите мне, то спасите от клеветы врагов народа. Их клевета, возведённая на меня, ни одним фактом не подтвердится…
С марта 1931 года — командир и военком 3-го стрелкового корпуса, с декабря 1933 — 12-го стрелкового корпуса Приволжского военного округа.
26 января—10 февраля 1934 года делегат XVII съезда ВКП(б) с решающим голосом от Саратовской парторганизации.
С мая 1937 года — командующий войсками Приволжского военного округа, с ноября 1937 года — Забайкальского военного округа. 12 декабря 1937 года избран депутатом Верховного Совета СССР 1-го созыва. С июля 1938 года — Орловского военного округа, с июня 1940 — Северо-Кавказского военного округа и с августа 1940 года — Закавказского военного округа.
В 1938 году был срочно вызван в Москву, где был поселён в гостинице «Москва (гостиница, Москва)Москва» и взят под домашний арест сотрудниками НКВД по подозрению в связях с «врагом народа» Тухачевским. Допросы длились два с половиной месяца. На устроенной ему очной ставке с бывшим командующим Приволжским военным округом П. Е. Дыбенко узнал, что якобы был завербован им в Куйбышеве в апреле 1937 года. 17 апреля 1938 года от безысходности написал письмо с просьбой о помощи Ворошилову, через месяц — А. И. Микояну, бывшему соратнику по рейду на бронепоездах в Баку. Наконец, после допроса в присутствии Сталина был освобождён. (По утверждению сына Микояна Серго об отце, «освобождение командарма Ефремова — это прямая его заслуга»>.) 7 октября 1938 года утверждён членом Военного совета при народном комиссаре обороны СССР.
В январе 1941 года назначен 1-м заместителем генерал-инспектора пехоты Красной Армии.

### В годы Великой Отечественной войны
В начале Великой Отечественной войны генерал-лейтенант М. Г. Ефремов назначен командующим 21-й армией, которая в составе Западного фронта вела ожесточённые бои на могилёвском направлении. В конце июля соединения армии приковали к себе значительные силы немецких войск и задержали их продвижение к Днепру. 7 августа 1941 года назначен командующим войсками Центрального фронта. До конца августа войска фронта под руководством М. Г. Ефремова сдерживали наступление противника, не давая ему нанести удар во фланг и тыл Юго-Западного фронта. В сентябре назначен заместителем командующего Брянским фронтом. С 1 по 17 октября 1941 года — возглавляет 10-ю армию.
С октября 1941 года командующий 33-й армией. Советские войска генерала Ефремова М. Г. в битве за Москву отражали наступление немецких войск на центральном участке фронта — на Можайском оборонительном рубеже. За невыполнение приказа о расстреле командиров советских дивизий, которые были вынуждены отступить перед превосходящими силами противника, генералу Ефремову М. Г. директивой Военного совета Западного фронта от 27 октября 1941 года был объявлен строгий выговор.

### Ликвидация Наро-Фоминского прорыва
В конце ноября — начале декабря 1941 года 33-я армия генерал-лейтенанта М. Г. Ефремова занимала оборону в условиях непосредственного соприкосновения с противником в полосе 32 км по реке Нара. Армия испытывала недостаток сил и средств. Севернее оборонялась 5-я армия генерал-лейтенанта артиллерии Л. А. Говорова (полоса 50 км), а южнее — 43-я армия генерал-майора К. Д. Голубева (полоса 32 км) .
1 декабря 1941 года командование группы армий «Центр» (генерал-фельдмаршал фон Бок) предприняло очередную попытку фронтального прорыва к Москве в районе Апрелевки (в 25 км к юго-западу от Москвы). Перед 20-м армейским корпусом командованием 4-й полевой армии была поставлена задача — ударами из районов Звенигорода и Наро-Фоминска в направлении Кубинка и Голицыно расчленить и уничтожить войска 5-й и 33-й армий, и в дальнейшем, действуя вдоль Киевского и Минского шоссе, выйти к Москве.
Утром 1 декабря после сильной артиллерийской и авиационной подготовки немцы начали наступление. В полосе 5-й армии в районе Звенигорода 78-я и 252-я пехотные дивизии продвинулись только на 1,5-4 км и перешли к обороне. Но северо-западнее Наро-Фоминска немецкие 292-я и 258-я пехотные дивизии, используя более чем пятикратное превосходство в силах, прорвали оборону 222-й стрелковой дивизии 33-й армии в районе Таширово, деревня Новая и, введя в прорыв до 70 танков с мотопехотой, к 14:00 вышли на шоссе Наро-Фоминск—Кубинка. К 12:30 2 декабря основные силы противника — 478-й пехотный полк с 15-ю танками — прошли Юшково и заняли Петровское и Бурцево.
Для разгрома прорвавшихся немцев М. Г. Ефремовым была создана танковая группа (5-я танковая бригада, 136-й и 140-й отдельные танковые батальоны) с приданой 18-й стрелковой бригадой под командованием полковника М. П. Сафира. Командующий Западным фронтом генерал армии Г. К. Жуков отдал приказ М. Г. Ефремову:

Командарму-33 Ефремову.
Приказываю группой… в составе 18 СБР, двух лыжных батальонов, одного танкового батальона и дополнительно 15 танков, одного полка ПТО, усилив её артиллерией РС, нанести удар по противнику в направлении Юшково. Иметь дальнейшей задачей стремительно наступать в направлении Головеньки и восстановить положение. Удар нанести с утра 3.12.

Руководство группой возложено лично на Вас.— Жуков.
С целью выполнения приказа Г. К. Жукова, оперативной группой 33-й армии, которую возглавлял генерал-лейтенант М. Г. Ефремов (его командный пункт находился в районе платформы Алабино), был разработан план действий по уничтожению прорвавшегося противника. В эту группу входили начальник автобронетанковых войск армии полковник М. П. Сафир и заместитель начальника штаба армии полковник С. И. Киносян. Непосредственное руководство боем 2 декабря М. Г. Ефремов возложил на полковника М. П. Сафира, поставив ему задачу «полностью восстановить первоначальное положение». По воспоминаниям М. П. Сафира, в операции принимало участие около 120 танков, стрелковая бригада, полк НКВД и два лыжных батальона.
В течение 2 декабря 136-й отдельный танковый батальон и части 76-го стрелкового полка НКВД с переменным успехом выбивали немцев из Петровского. 3 декабря при поддержке 18-й стрелковой бригады танкисты, успешно применив танковую контратаку с десантом пехоты, завершили разгром 478-го пехотного полка противника, который понеся тяжёлые потери, был вынужден отступить. «Удар наших частей 3 декабря в районе Юшково был настолько силен и неожидан для немцев, что они уже 4 декабря с утра, отказавшись от выхода на Можайское шоссе… поспешно отходили в исходное положение…» После успешных действий 3-4 декабря, командующий 33-й армией М. Г. Ефремов принял решение развить успех:

Боевой приказ 09/ОП

КартаЮ00004.12.41
Для довершения полного разгрома остатков противника ПРИКАЗЫВАЮ:
18[-й] СБР стремительным ударом окружить и уничтожить остатки противника… овладеть рубежом Мякишево… (иск.) Таширово, прочно его удерживать.
Группе полковника Сафир… — окружить и уничтожить остатки противника в р[айо]не Пионерлагерь.., овладеть Таширово и прочно удерживать за собой переправу через р. Нара.
Командиру 1 гв. МСД [полковник А. И. Лизюков] совместными действиями с группой полковника Сафир уничтожить противника, проникшего на левый берег р. Нара и полностью восстановить прежнее положение. Командиру  222[-й] СД [полковник Ф. А. Бобров] к исходу 5.12.41 г. занять р[айо]н Иневка… К 17.00 5.12. привести части дивизии в полную боевую готовность. КП Головеньки.
— Командующий 33[-й] армии генерал-лейтенант Ефремов.
Таким образом, танковая группа 33-й армии, разгромив 3-5 декабря немецкую наступательную группировку, восстановила положение на реке Нара. Генерал-лейтенант Ю. А. Рябов (помощник полковника М. П. Сафира в 33 армии с августа 1942 года) позднее оценивал эту ситуацию следующим образом: «Попади мы в подобную историю, не могу представить — кто бы дал приказ отойти обратно на 25 км? Уверен, что по нашей „методике“ никто из такой ловушки живым бы не ушёл — всех бы положили, но приказа на отступление не дали».

### Ржевско-Вяземская операция
После ликвидации Нарофоминского прорыва в ходе начавшегося 6 декабря 1941 года контрнаступления под Москвой 33-я армия к 26 декабря полностью освободила Наро-Фоминск, 4 января 1942 года — Боровск и 19 января — Верею. К этому времени 33-я армия нуждалась в пополнении личным составом, техникой и боеприпасами. Поэтому полной неожиданностью был приказ, полученный 17 января 1942 года от командующего Западным фронтом генерала армии Г. К. Жукова, наступать на Вязьму.

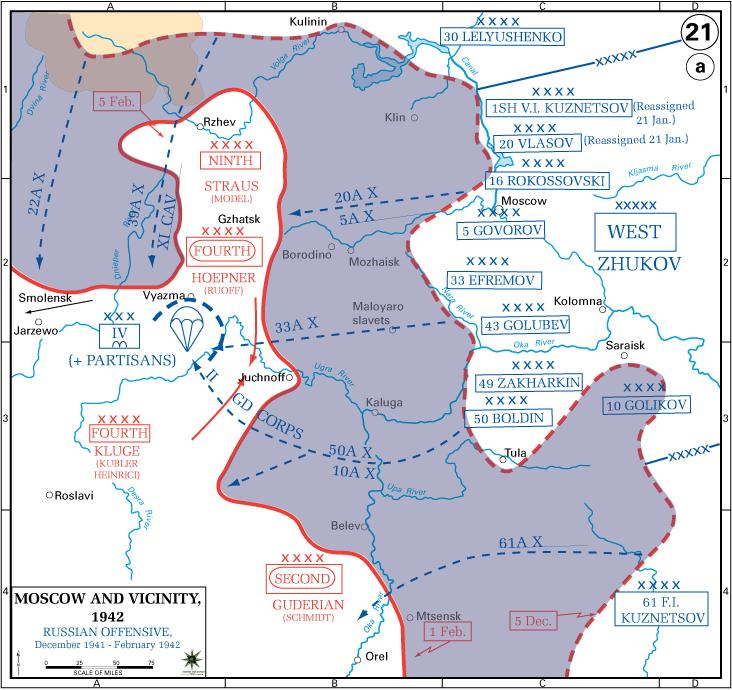
Положение воюющих сторон в конце 1941 — начале 1942 годов

В ходе Ржевско-вяземской операции наступление войск Западного фронта (33-й армии, 1-го гвардейского кавалерийского корпуса и 4-го воздушно-десантного корпуса) на Вязьму, начавшееся 26 января во взаимодействии с 11-м кавалерийским корпусом Калининского фронта, успеха не имело. Противник нанёс сильные контрудары по коммуникациям выдвинувшихся вперёд 33-й, 39-й и 29-й армий, войска которых вынуждены были в начале февраля перейти к обороне.
28 января Г. К. Жуков написал на командующего 33-й армией М. Г. Ефремова весьма нелестную характеристику. В частности, в ней было следующее:

Оперативный кругозор крайне ограничен. Во всех проведённых армией операциях неизменно нуждался в постоянном жёстком руководстве со стороны командования фронта, включительно тактического применения отдельных дивизий и расположения командного пункта армии. Приказы выполняются не в срок и не точно. Приходится всё время подстегивать, за что имеет выговор в приказе.
Итог характеристики был неутешительным: «Должности командующего армией не вполне соответствует. Целесообразно назначить командующим войсками внутреннего округа». Это при том, что отрицательные характеристики вообще были редкостью.
В течение второй половины февраля и марта 1942 года 43-я армия безрезультатно пыталась пробить коридор к 33-й армии. Навстречу прорывающимся частям группы Белова 14 апреля наступала 50-я армия Западного фронта. Но уже 15 апреля, когда до окруженной армии Ефремова оставалось не более 2 километров, немцы отбросили части 50-й армии, и наступление захлебнулось. По мнению офицеров оперативного управления Генерального штаба, «… армия бросалась в глубокий тыл противника на произвол судьбы».
Г. К. Жуков приказал Ефремову прорываться через партизанские районы в общем направлении на Киров, то есть его части должны были пройти около 180 км. Генерал-лейтенант М. Г. Ефремов, считая, что путь на Киров слишком длинен для его утомленной группы, обратился по радио непосредственно в Генштаб с просьбой разрешить ему прорваться по кратчайшему пути — через реку Угру. Г. К. Жукову тут же позвонил И. В. Сталин и спросил, согласен ли он с предложением Ефремова. Жуков ответил категорическим отказом. Но Сталин сказал, что Ефремов опытный командарм и что надо согласиться с ним. Сталин приказал организовать встречный удар силами фронта. Такой удар был подготовлен и осуществлен 43-й армией, однако действий со стороны группы генерала М. Г. Ефремова не последовало. Согласно воспоминаниям Г. К. Жукова, немцы обнаружили части Ефремова при движении к реке Угре и разбили его. Однако, как отмечает В. М. Сафир, «с самого начала группа действовала в окружении и „обнаруживать“ её никто не собирался, так как огневое воздействие на неё со стороны немцев практически не прекращалось». Неблагоприятный исход этой операции был изначально предопределен тем, что «… командующий Западным фронтом… направлял одно указание за другим, но указания эти никакими дополнительными силами и средствами не подкреплялись…». В частности, Г. К. Жуков отдал приказ убрать 2 февраля 1942 года 9-ю гвардейскую стрелковую дивизию генерал-майора А. П. Белобородова (около 10 тысяч человек) с основной снабжавшей ефремовцев магистрали и передать её в состав 43-й армии, дав тем самым противнику возможность рассечь соединения 33-й армии.
Изнурительные бои, нехватка продовольствия и практически отсутствие боеприпасов измотали армию. Поняв катастрофичность положения, Ставка ВГК прислала за М. Г. Ефремовым самолёт. Однако он отказался покидать своих измученных солдат и отправил на самолёте боевые знамёна своей армии и раненых солдат.

### Обстоятельства и место гибели
С вечера 13 апреля связь со штабом 33-й армии была потеряна. Армия перестала существовать как единый организм, и отдельные её части пробивались на восток разрозненными группами. 19 апреля 1942 года штабная группа, в составе которой находился и Ефремов, попала в засаду. Ефремов был тяжело ранен в спину и потерял способность двигаться). Не желая попасть в плен, застрелился. Вместе с ним погибли командующий артиллерией армии генерал-майор Пётр Офросимов и практически весь штаб армии. Современные исследователи отмечают высокую стойкость личного состава армии: «Ни свидетельства выживших, ни немецкие трофейные документы не обнаруживают ни одного факта коллективной сдачи в плен. Не сдавались до последнего».
Тело Ефремова первыми нашли немцы, которые похоронили его с воинскими почестями в селе Слободка 19 апреля 1942 года. 268-я пехотная дивизия 12-го армейского корпуса вермахта зафиксировала на карте место гибели генерала, отчёт попал после войны американцам и до настоящего времени находится в архиве NARA. По свидетельству генерал-лейтенанта Юрия Рябова (ветеран 33-й армии), тело командарма принесли на жердях, но немецкий генерал потребовал, чтобы его переложили на носилки. При похоронах он приказал выставить пленных из армии Ефремова перед немецкими солдатами и сказал: «Сражайтесь за Германию так, как сражался Ефремов за Россию». По воспоминаниям немецкого полковника Артура Шмидта:

Русские несли тело своего генерала на самодельных носилках несколько километров. Документов при нём не было. Я приказал похоронить его на площади. Могилу рыли русские военнопленные и местные жители.
Никаких эксцессов не было.

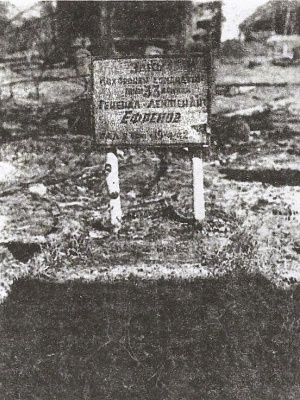
Могила генерала Ефремова в селе Слободка во время немецкой оккупации

Я сказал, что доблестная армия фюрера с уважением относится к такому мужеству. По моему приказу на могилу установили табличку с русским и немецким текстом.
После освобождения села от немцев в марте 1943 года на могиле генерала была установлена пирамидка с красной звездой. При эксгумации в 1943 году на генерале была обнаружена золотая запонка, которую немцы не тронули. Она долгое время хранилась как семейная реликвия, пока не была передана в музей.
28 сентября 1952 года останки Михаила Ефремова были торжественно перезахоронены в городе Вязьма на Екатерининском кладбище. В 1946 году на одной из площадей Вязьмы, названной в честь генерала, был установлен памятник работы скульптора Евгения Вучетича.
Указом президента Российской Федерации от 31 декабря 1996 года «за мужество и героизм, проявленные в борьбе с немецко-фашистскими захватчиками в Великой Отечественной войне 1941—1945 годов» генерал-лейтенанту Ефремову Михаилу Григорьевичу посмертно присвоено звание Героя Российской Федерации.

## Версия о предательстве в окружении командарма
Некоторые исследователи сходятся во мнении, что шансы на успешный выход генерала Ефремова и его армии были низкими из-за предательства. В частности, отмечается, что, согласно немецким документам, оборона перед 43-й армией, прорывавшейся к окружённой 33-й армии, имела характер опорных пунктов, то есть была не сплошной, а очаговой. В нужный момент на угрожающие участки перебрасывались мобильные группы и более крупные подразделения. Но именно за группой генерала неотступно следовала группа спецназначения из полка «Бранденбург 800», как будто немцы заранее знали, что именно здесь нужно ждать прорывающихся.
По свидетельству начальника разведки 1-го гвардейского кавалерийского корпуса полковника Алексея Кононенко, местоположение командарма выдал некто Бочаров, ранее сдавшийся немцам в плен. Эти данные Кононенко узнал, когда во второй половине мая Бочаров попал к кавалеристам в плен.
Отмечается, что из окружения при странных обстоятельствах вышли помощник прокурора 33-й армии военюрист 1-го ранга Александр Зельфа и главный хирург армии профессор Исаак Жоров, а начальник особого отдела капитан госбезопасности Камбург без согласования с командармом застрелил начальника связи армии полковника Николая Ушакова якобы за потерянную рацию, когда группа наконец-то оторвалась от автоматчиков из «Бранденбург 800».
Без ответа остаётся и вопрос, почему смертельная рана у командарма оказалась в области правого виска, тогда как он был левша. Возможно, что левая рука была ранена и Ефремов стрелялся правой.
Выход отдельных групп ефремовцев из окружения продолжался до мая. Из всех относительно крупных групп, пробивавшихся с боем из окружения, не вышла только группа командарма.

## Исследование причин неудачи 33-й армии
После гибели 33-й армии и М. Г. Ефремова вина была возложена на некоторых окружённых военачальников. 6 апреля 1942 года «за бездеятельность при выходе дивизии из окружения» фронтовым военным трибуналом (приговор № 411) был приговорен к расстрелу командир 329-й стрелковой дивизии полковник К. М. Андрусенко. Однако определением № 02028-9029 Военной коллегии Верховного суда СССР приговор был заменён на «10 лет лишения свободы с отправкой в действующую армию» и К. М. Андрусенко был назначен командиром 115-й стрелковой бригады. Г. К. Жуков полагал что ответственность за окружение армии лежит на её командарме. В документе, подписанном Г. К. Жуковым говорилось: «… Как показало следствие, никто, кроме командующего 33-й армией, не виноват в том, что его коммуникации противник перехватил. Жуков».
3. Западный фронт не создавал кулака в виде крупной мощной группировки из всех родов войск на решающем направлении, при помощи которого решал бы задачу крупного оперативного размаха.
Силы и средства были почти равномерно распределены по всему огромному фронту. Громкие приказы, которые отдавал командующий Западным фронтом, были невыполнимы. Ни один приказ за всю операцию вовремя не был выполнен войсками. Они оставались голой ненужной бумагой, которая не отражала действительного положения войск и не представляли собой ценного оперативного документа. А та торопливость, которую проявляло командование Западным фронтом, передавалась в войска и приносила большой вред делу.
В то же время в докладе Оперативного управления Генерального штаба Красной Армии об операции 33-й и 43-й армий Западного фронта указаны явные просчёты командования Западным фронтом, допущенные в ходе Ржевско-Вяземской операции. Бывший (в 1941 году) начальник разведки 1-го гвардейского кавалерийского корпуса полковник А. К. Кононенко считает, что Г. К. Жуков действовал безграмотно: для выполнения поставленной задачи необходимо было сосредоточить все силы и средства фронта на участке 33-й армии, однако они были распылены по всему фронту для нанесения удара «растопыренными пальцами», по пяти различным направлениям. Затем Жуков категорически запрещал 33-й армии прорываться на соединение с группой генерала Белова, лишив их возможности объединить свои усилия (а когда разрешение было получено, было уже слишком поздно). При этом сам Г. К. Жуков признал допущенную ошибку, заключавшуюся в переоценке возможностей своих войск и недооценке противника.
Различными исследователями утверждается, что отношение Г. К. Жукова к М. Г. Ефремову было негативным. По мнению В. М. Сафира, воспоминания Г. К. Жукова, касающиеся М. Г. Ефремова и прорыва 33-й армии к Вязьме, носят предвзятый и необъективный характер, порой просто искажающие действительность:

Планируемая операция по созданию для немцев первого «котла» с задачей завершить разгром вражеской группы армий «Центр» генерал-фельдмаршала Клюге окончилась гибелью практически всех главных сил 33-й армии — четырёх дивизий: 113, 160, 338 и 329-й СД (последняя дивизия в начале операции была отсечена немцами от армии и попала в зону действий 1-го гв. кав. корпуса генерал-майора П. А. Белова, однако 4 марта несколько подразделений 329-й СД без материальной части сумели пробиться к окруженным войскам 33-й армии). И хотя Г. К. Жуков первоначально возражал против этой операции, однако к исполнению её принял, тем самым взяв на себя всю ответственность за её проведение. Стремясь уменьшить масштабы крупной неудачи, в официальных документах длительное время окруженные части 33-й армии именовались «ударной группой», «Западной группой армии», «Группой генерала Ефремова» и т. п. 
В то же время в книге Г. К. Жукова «Воспоминания и размышления» М. Г. Ефремов назван «талантливым и храбрейшим военачальником», «дравшимся, как настоящий герой».

## Ефремов и другие окруженцы

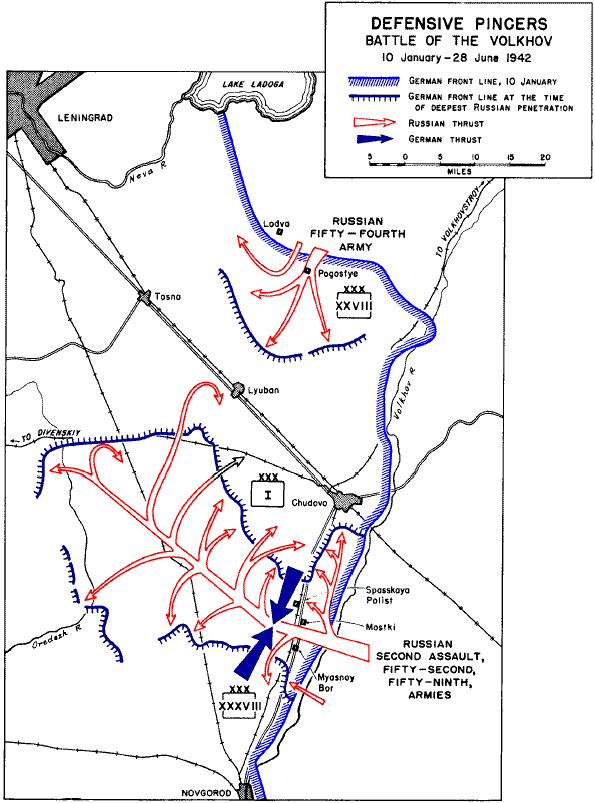
Чёрными стрелками отмечено использование бронетанковых соединений в качестве мобильного резерва для контрудара по советским войскам Волховского фронта во время Любанской операции

Генерала М. Г. Ефремова сравнивают с другими генералами. Например, с генералом А. А. Власовым. Поначалу их судьбы сложились очень похоже: оба командовали армиями, и 2-я ударная, и 33-я ушли в глубокий прорыв, затем обе были отрезаны и окружены. Однако дальше генерал А. А. Власов сдался в плен, изменил присяге и служил вермахту, а М. Г. Ефремов оружие не сложил и последний патрон истратил по назначению, выбрав между жизнью и честью — последнее. Вышедшие из окружения под Спасской Полистью и Мясным Бором вскоре оказались в фильтрационных лагерях, а некоторые были расстреляны. И если на бойцов 2-й ударной смотрели через призму предательства А. А. Власова, то М. Г. Ефремов своей смертью «обелил даже тех малодушных, которые дрогнули в трудную минуту и бросили своего командующего, чтобы спастись в одиночку». Вышедшие из окружения бойцы 33-й армии были награждены в мае 1942 года: командиры были удостоены ордена Красного Знамени, а рядовой и начальствующий состав — награждены орденами Красной Звезды или медалями.
Немецкой обороной Вязьмы руководил командующий 9-й армией генерал Вальтер Модель, который основное время проводил на передовой, непосредственно в воюющих частях. Его приезд в Слободку мог совпасть с похоронами погибшего генерала М. Г. Ефремова. Также по другим версиям, здесь могли быть полковник Артур Шмидт (начальник штаба 5-го армейского корпуса, позднее генерал-лейтенант, начальник штаба 6-й полевой армии фельдмаршала Ф. Паулюса) или генерал-лейтенант Густав Шмидт, командир 19-й танковой дивизии, которая в этот период действовала против окружённой группировки 33-й армии. Известно, что и Вальтер Модель, и Густав Шмидт покончили с собой, окружённые противником — Модель в Рурском районе союзниками, а Шмидт — под Белгородом советскими войсками.
33-я армия М. Г. Ефремова держалась практически столько же, что и 6-я армия Ф. Паулюса в Сталинградском котле. В немецкую 6-ю армию входило 13 дивизий, в которых насчитывалось около 270 тыс. человек, 3 тыс. орудий и миномётов, и около 500 танков. Но командование и штаб 6-й армии во главе с Паулюсом в итоге сдались в плен. Всего в ходе советской операции «Кольцо» в плен были взяты более 2500 офицеров и 24 генерала 6-й армии. В то же время, за два с половиной месяца боёв (со 2 февраля) личный состав 33-й армии уничтожил 8700 солдат и офицеров противника, 24 танка, 29 орудий и другую военную технику. На начало апреля в 33-й армии числилось 11 500 человек. Безвозвратные потери 33-й армии за период окружения составили более 8000 человек, в том числе во время выхода из окружения — около 6000 бойцов и командиров. Прорваться к своим войскам в составе небольших групп смогли всего 889 человек.
Дословно — "«группа русских военнопленных под охраной немецких солдат несли на связанных жердях своего убитого главнокомандующего, генерала Ефремова, к кладбищу в Слободке. Это был незабываемый момент. Там он и упокоился, под неприметной деревянной доской с русской надписью. Последний, кто отдал ему воинские почести, как победивший в смертельном бою, по старому немецкому обычаю, был наш командир, генерал Грейнер» (командир 268 пд. На тот момент ещё полковник. Генерал майора получил именно в этот день. 20 апреля 1942 года)

## Память

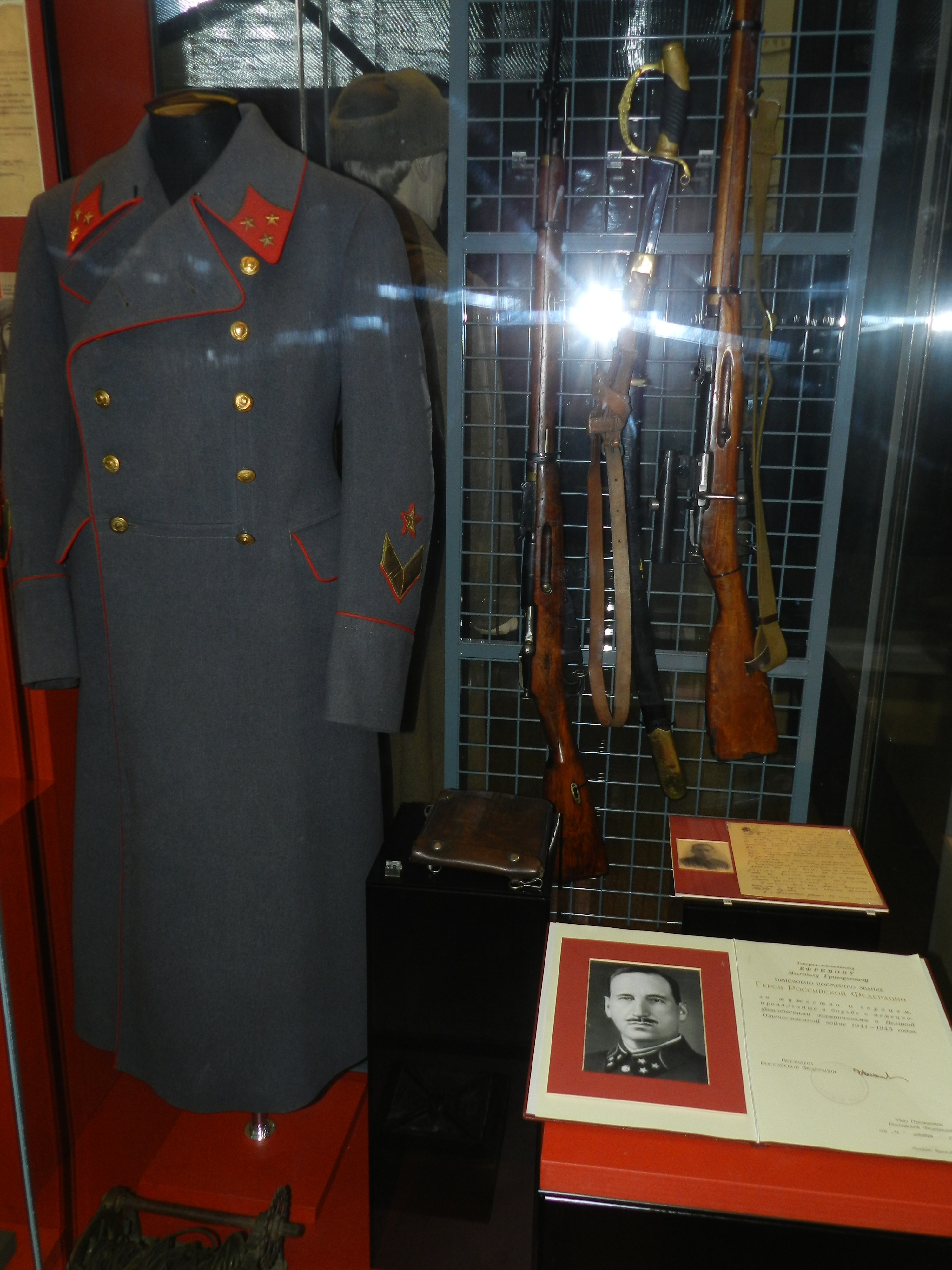
шинель генерала Ефремова в Центральном музее Великой Отечественной войны 1941—1945 гг. (Музее Победы) на Поклонной горе

- 7 ноября 1946 года[61] в Вязьме на площади, носящей имя М. Г. Ефремова, командарму был открыт величественный памятник работы Е. В. Вучетича. Ходят слухи, что он был отлит из гильз, собранных в Смоленской и Калужской областях[44]. В 2015 году у монумента был зажжён Вечный огонь[62].
- В экспозиции Вяземского историко-краеведческого музея выставлены личные вещи М. Г. Ефремова, а в фондах хранится большой личный фото-документальный фонд М. Г. Ефремова, открытый для работы исследователей.
- В городе Вязьма, где похоронен М. Г. Ефремов, в его честь названа средняя школа № 5. В школе открыт музей легендарного командарма.
- Музей, посвящённый памяти генерала Ефремова и воинов 33-й армии, открыт в помещении Дома культуры села Климов Завод Юхновского района Калужской области.
- Имя М. Г. Ефремова носит одна из улиц в центре Москвы, Ульяновска и Наро-Фоминска, где ему установлен мемориальный знак.
- Именем генерал-лейтенанта М. Г. Ефремова названа улица в областном центре Беларуси — городе Гомеле.
- В Тарусе, родном городе М. Г. Ефремова, в его честь названы одна из улиц города и средняя школа № 1; в школе открыт музей легендарного командарма. Памятник М. Г. Ефремову в Тарусе установлен в сквере у выхода улицы Розы Люксембург (Посадской) на Площадь Ленина (Соборную). По словам Марины Тарковской создавшему этот памятник скульптору Александру Казачку во сне сам генерал сказал: «сделай по последней фотографии» (она зимы 1942 года, он в шапке-ушанке, замотан шарфом). Скульптор и сделал все, как сказал ему тогда во сне генерал…[63]
- В честь генерал-лейтенанта М. Г. Ефремова названа Кузнецовская средняя школа в посёлке Яковлевское (Наро-Фоминский район Московской области).
- 7 ноября 2022 года в сквере на пересечении улицы Ефремова и 3-й Фрунзенской улицы в Москве был открыт[64] бюст М. Г. Ефремова.

Несмотря на то, что в послевоенные годы события зимы-весны 1942 года под Вязьмой долгое время замалчивались, отдельные исследователи предпринимали неоднократные попытки донести правду до широкой читательской аудитории. Первой удачной попыткой считается публикация в 1992 году книги Ю. Б. Капусто «Последними дорогами генерала Ефремова». Большую работу по возвращению из небытия подвига воинов-ефремовцев проделали поисковики Александр Николаевич Краснов и Станислав Дмитриевич Митягин. Во многом именно благодаря С. Д. Митягину удалось добиться присвоения генерал-лейтенанту М. Г. Ефремову звания Героя Российской Федерации.
В 2011 году инициативная группа во главе с журналистом Александром Щипковым обратилась к Патриарху Московскому и всея Руси Кириллу с прошением разрешить церковное отпевание М. Г. Ефремова, невозможное на общих основаниях, поскольку Михаил Ефремов покончил жизнь самоубийством. В прошении говорилось, что самоубийство генерала Михаила Ефремова не является следствием смертного греха уныния и отчаяния. Обстоятельства смерти Ефремова являются примером верности Родине, присяге и солдатам. Он погиб, выполняя воинский долг, то есть, согласно Евангелию, «положил душу свою за други своя». В сентябре 2011 года Патриарх Кирилл дал разрешение на отпевание Михаила Ефремова, отметив в своей резолюции: «Согласен с необходимостью возродить память о героической борьбе генерала Михаила Ефремова и о его верности Родине и солдатскому братству».

Братская могила и памятник на месте гибели Ефремова.
Мемориальная доска на памятнике на месте гибели Ефремова.
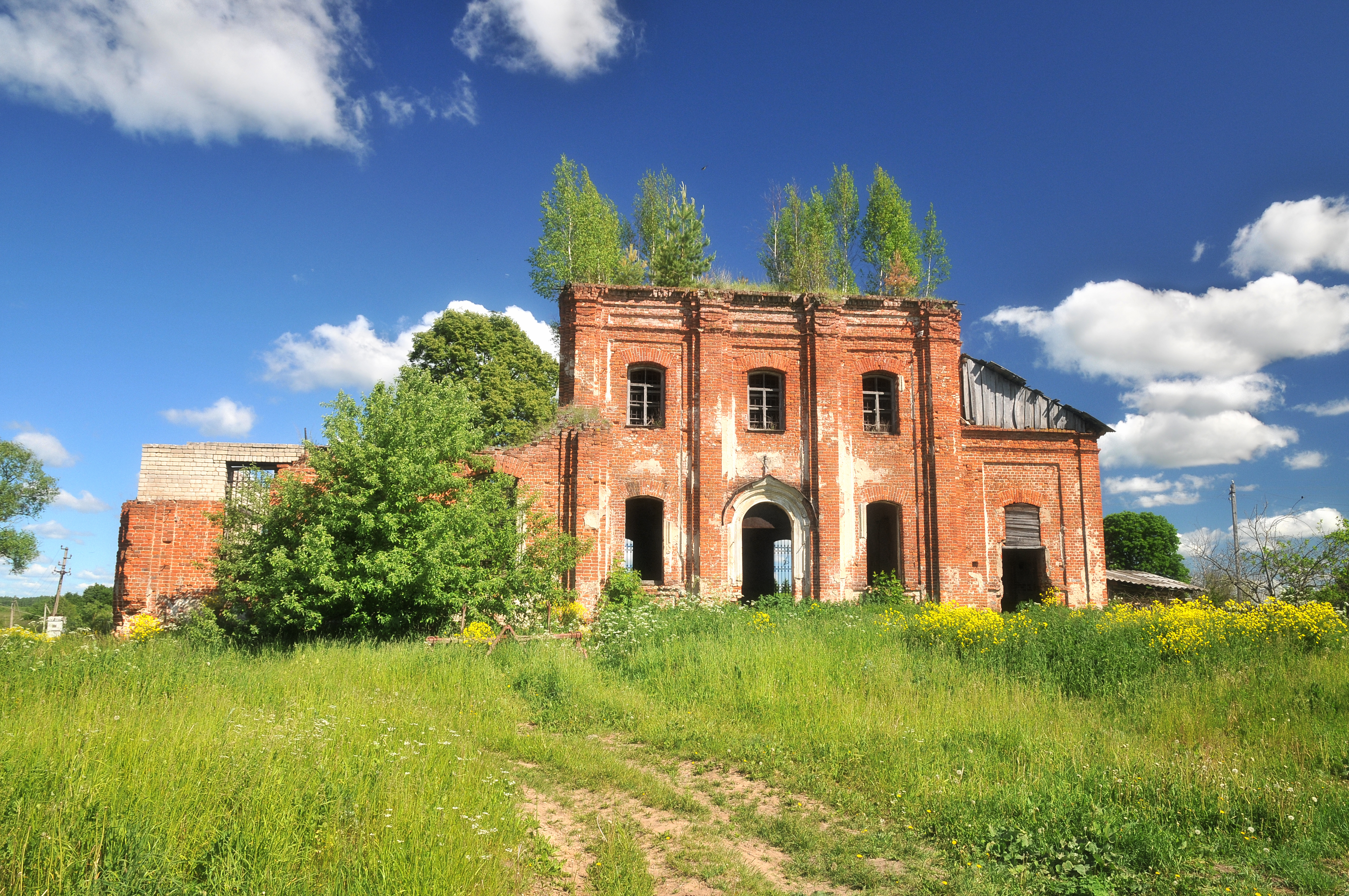
Церковь, у которой первоначально был захоронен Ефремов. Село Слободка, Смоленская область.
Памятник М. Г. Ефремову в Вязьме.
Надгробный памятник на Екатерининском кладбище Вязьмы.
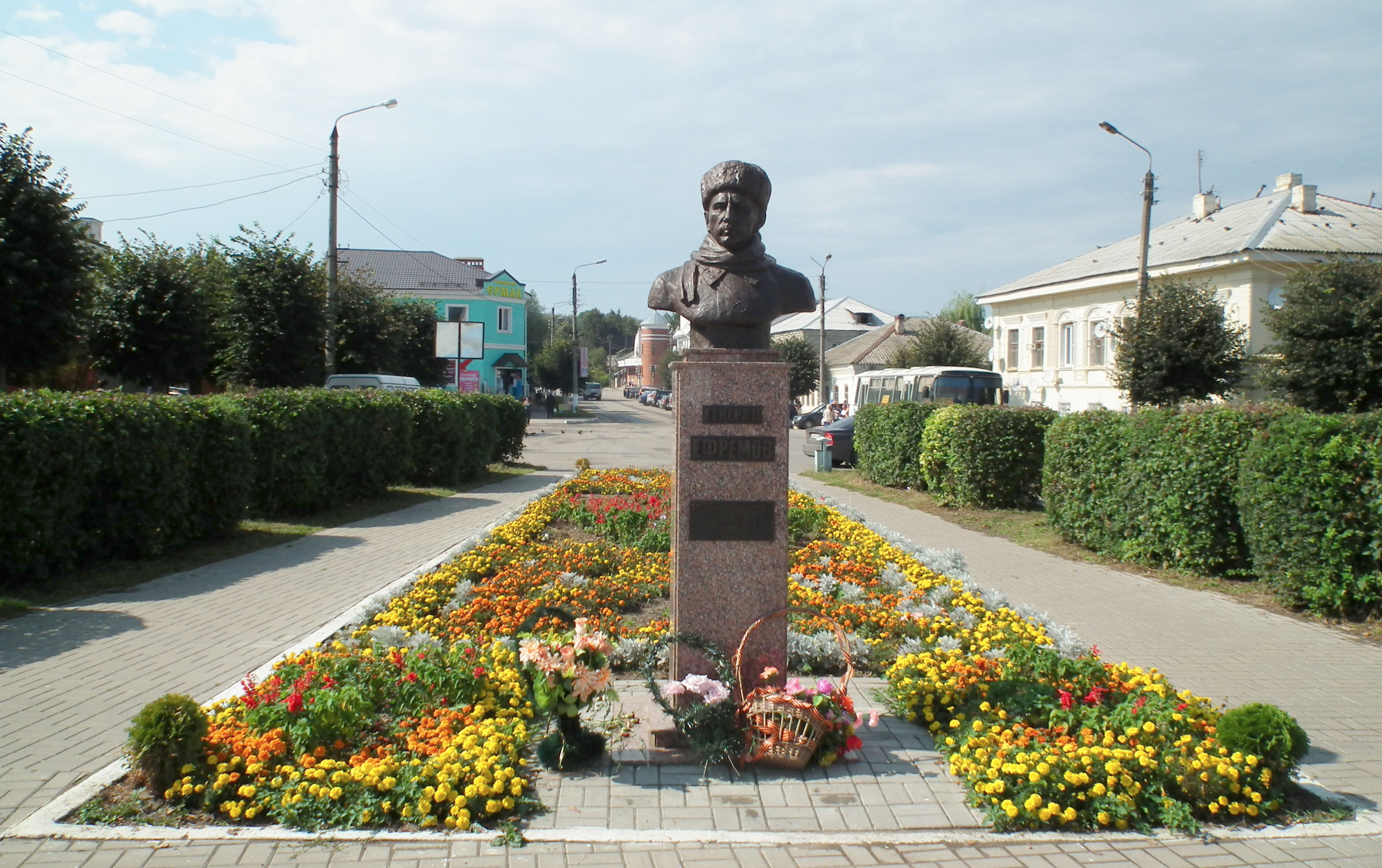
Памятник М. Г. Ефремову в Тарусе.
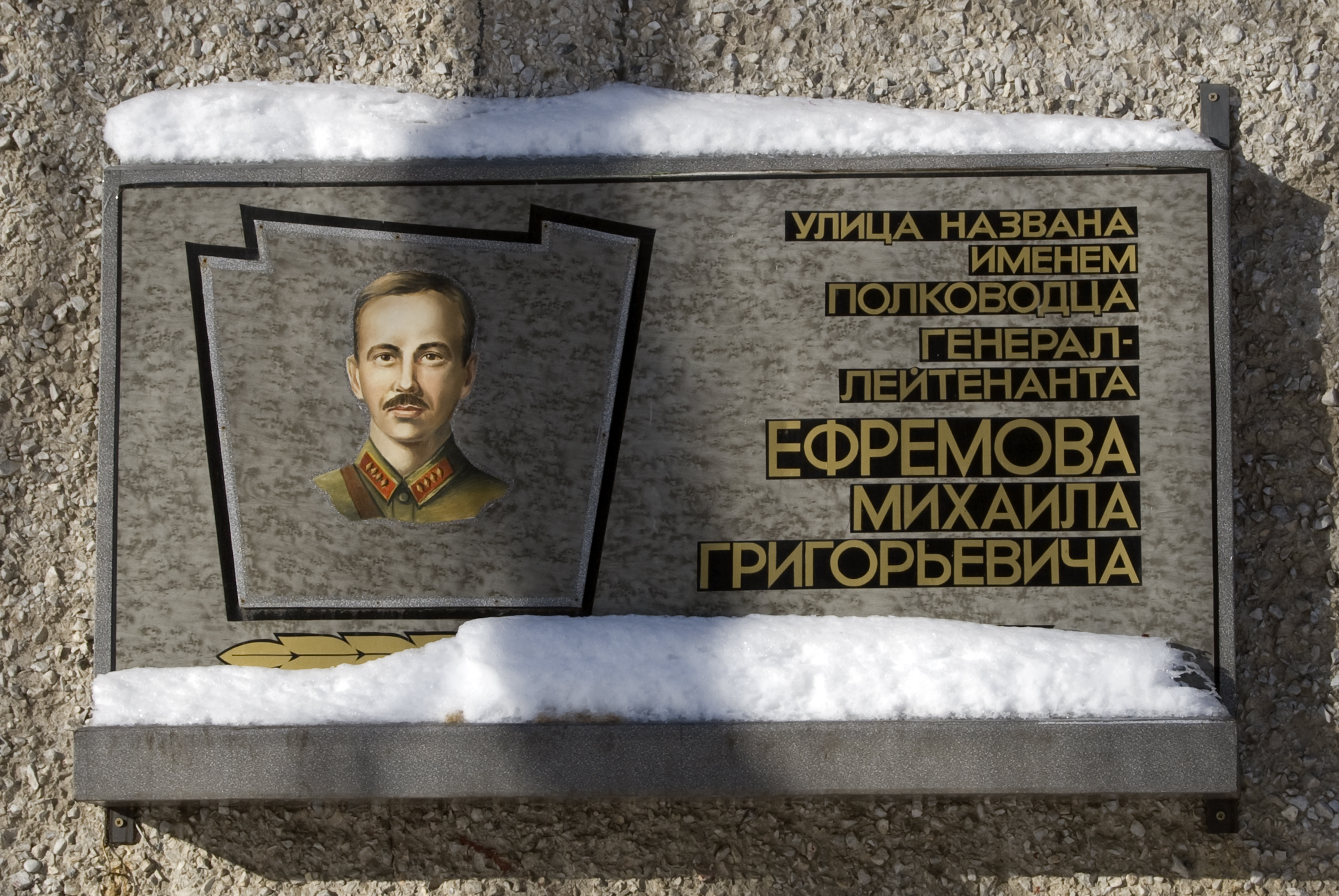
Мемориальная доска в Гомеле.
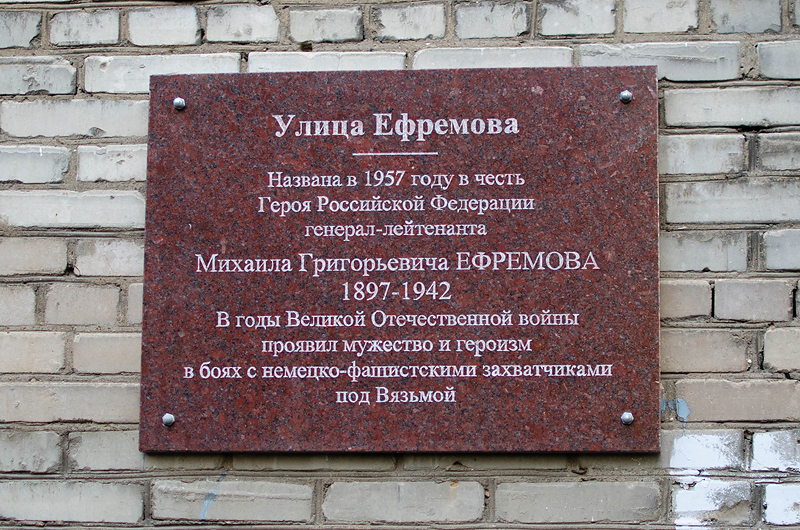
Одна из трёх мемориальных досок на улице Ефремова в Москве.

## Воинские звания
- Комдив (20.11.1935)[67]
- Комкор (08.06.1937)[68]
- Командарм 2-го ранга (05.12.1939)[69]
- Генерал-лейтенант (04.06.1940)[70]

## Награды
- Медаль «Золотая Звезда» Героя Российской Федерации № 378 (посмертно; 31 декабря 1996)[71]
- Орден Ленина (22.02.1938)
- 2 ордена Красного Знамени (10.09.1920[72], 2.01.1942)
- Орден Трудового Красного Знамени (11.11.1927)
- 2 ордена Красного Знамени Азербайджанской ССР (10.09.1920, 13.11.1920)
- медаль «XX лет РККА» (22.2.1938)
- наградное оружие (шашка) от Реввоенсовета 11-й армии (1920)

## Семья

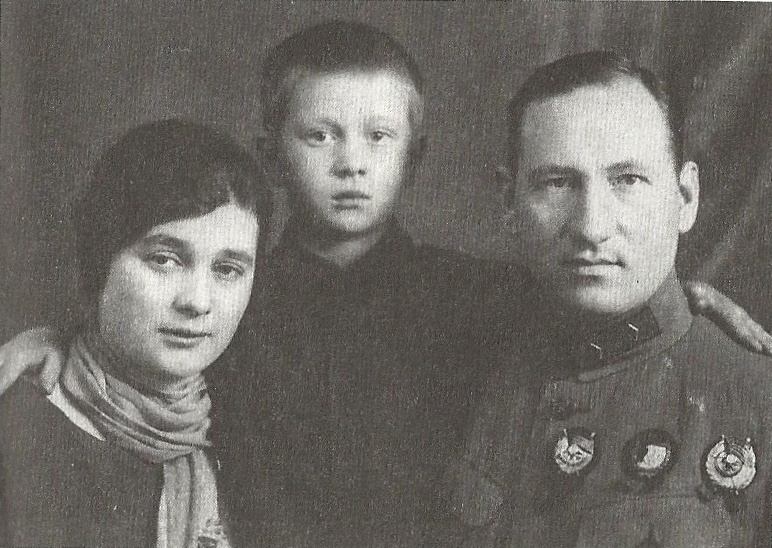
Семья М. Г. Ефремова — жена Елизавета Васильевна и сын Миша

Отец — Григорий Емельянович Ефремов, рабочий. Происходил из крестьян сельца Ольховец Новосильского уезда Орловской губернии. В Тарусу переехал в поисках заработка. Здесь нанялся на работу к купцам Бобровым. Убит «кулаками» в 1922 году.
Мать — Александра Лукинична Ефремова (Ганьшина), кухарка, колхозница. Вышла замуж за Григория Емельяновича в Тарусе. Подрабатывала кухаркой в имении мирового судьи Тарусского уезда П. М. Голубицкого. В семье Ефремовых было шестеро детей: Иван, Василий, Владимир, Павел, Анастасия и Михаил (Михаил Григорьевич — младший ребёнок). Вместе с Василием, Владимиром и Анастасией Александра Лукинична Ефремова присутствовала на перезахоронении останков М. Г. Ефремова на воинском кладбище в Вязьме 28 сентября 1952 года. Иван и Павел погибли в боях во время Великой Отечественной войны — в 1944 и 1945 годах соответственно.
Жена — Елизавета Васильевна. Во время Великой Отечественной войны служила мединструктором.
Сын — Михаил Михайлович Ефремов (18.04.1921—08.04.1992), полковник. Участник освобождения Вязьмы в 1943 году, входил в комиссию по расследованию причин гибели 33-й армии. Присутствовал на перезахоронении останков М. Г. Ефремова на воинском кладбище в Вязьме 28 сентября 1952 года.
Внук — Вячеслав Михайлович Ефремов, полковник. Считает, что основная вина в гибели 33-й армии и смерти деда лежит на Г. К. Жукове, а у его деда — другого выхода не было[уточнить].

### Сноски
1. ↑  Известно, что сабля ныне хранится в коллекции холодного оружия бывшего первого секретаря Азербайджана Гейдара Алиева, а вазу украли махновцы в 1921 году (по книге: Михеенков С. Е. Армия, которую предали. Трагедия 33-й армии генерала М. Г. Ефремова. 1941—1942. — М., 2010. — С. 17.).
2. ↑  Как показала впоследствии проведённая во время эксгумации медицинская экспертиза, Ефремов был тяжело ранен в седалищную кость и практически потерял возможность передвигаться. Информация приведена по книге: Михеенков С. Е. Армия, которую предали. Трагедия 33-й армии генерала М. Г. Ефремова. 1941—1942. — М., 2010. — С. 299.
3. ↑  В частности, в книге «Трагедия и бессмертие 33-й армии» военный историк В. М. Мельников пишет: 

Митягин считает, что многое из написанного Зельфой — выдумка. …Ему удалось проверить многое, что описал Александр Александрович Зельфа. Однако мало что из этого описания соответствовало действительности. «…возникают вопросы: 1. Почему Зельфа отрицает, что находился в группе командарма вплоть до его гибели? 2. Куда делся второй армейский чин в кожаном пальто, попутчик Зельфы? А может, это был главный хирург 33-й армии профессор Исаак Соломонович Жоров? Он, говорят, тоже щеголял в хромовом пальто тогда там, в окружении. 3. Где мог встречаться Зельфа с Жоровым (как заявляет прокурор, они были автоматчиками отсечены ещё в Шумихинском лесу от группы командарма) после 14.04.42? Жоров был с Ефремовым почти до конца. 4. В. В. Титков хорошо знал И. С. Жорова и отрицает, что у дер. Козлы при подготовке их вояжа на плотах в их группе находился и профессор Жоров, а вот сам Жоров настаивает на этом в своих воспоминаниях. 5. Что за секретный союз соединял Жорова и Зельфу? 6. Главный вопрос и главная тайна: какую роль сыграли Жоров и Зельфа в неудавшемся прорыве генерала М. Г. Ефремова из окружения?»
4. ↑  Известно, что 3 мая 1942 года в расположение 222-й стрелковой дивизии под Износками вышли семеро человек (по книге: Михеенков С. Е. Армия, которую предали. Трагедия 33-й армии генерала М. Г. Ефремова. 1941—1942. — М., 2010. — С. 261.)
5. ↑  15 января 1944 года К. М. Андрусенко, будучи командиром 239-го гвардейского стрелкового полка 76-й гвардейской стрелковой дивизии, получил звание Героя Советского Союза (окончил войну командиром 55-й стрелковой дивизии). По книге: Сафир В. Примечания // Первая мировая и Великая Отечественная. Суровая правда войны. — М.: Полководцы Отечества, 2005. Архивировано 27 февраля 2015 года.
6. ↑  У Станислава Дмитриевича при выходе из окружения пропал без вести его отец, интендант 3-го ранга Митягин Дмитрий Николаевич, начальник 3-го отделения штаба 338-й стрелковой дивизии.
7. ↑  Ин. 15:13: «Нет больше той любви, как если кто положит душу свою за друзей своих».

### Энциклопедии и справочники
- Великая Отечественная война, 1941—1945 : энциклопедия / под ред. М. М. Козлова. — М. : Советская энциклопедия, 1985. — С. 265. — 500 000 экз.
- Коллектив авторов. Великая Отечественная. Командармы. Военный биографический словарь / Под общей ред. М. Г. Вожакина. — М.; Жуковский: Кучково поле, 2005. — 408 с. — ISBN 5-86090-113-5.

### Исследования
Багаутдинов Айрат Маратович, Багаутдинов Айдар Маратович. Боевой путь командира особого кавполка полковника Шаймуратова М.М.
Битва за Москву: октябрь - декабрь 1941 г.. — Уфа, 2023. — 132 с. — ISBN 978-5-00177-562-1.
- Виноградов А. П., Игнатова А. А. Герой-командарм. — М., 1967.
- Ефремов М. М. Под Вязьмой весной 1942 года // Военно-исторический журнал, № 3. — 1992. — С.9-17.
- Капусто Ю. Б. Последними дорогами генерала Ефремова. — М.: Издательство политической литературы, 1992. — 288 с.
- Мельников В. М. Их послал на смерть Жуков? Гибель армии генерала Ефремова. — М.: Яуза, Эксмо, 2009. — 736 с. — 5000 экз. — ISBN 978-5-699-36163-2.
- Мельников В. М. Трагедия и бессмертие 33-й армии. — М.: Патриот, 2006. — (в 2-х томах). — 1000 экз.
- Митягин С. Д., Ляпин В. И. Тайна шпыревского леса. — ООО «Русавна», 2006.
- Михеенков С. Е. Армия, которую предали. Трагедия 33-й армии генерала М. Г. Ефремова. 1941—1942. — М.: ЗАО Центрполиграф, 2010. — 351 с. — (На линии фронта. Правда о войне). — 3000 экз. — ISBN 978-5-9524-4865-0.
- Сафир В. М. Оборона Москвы. Нарофоминский прорыв 1-5 декабря 1941 года (что было и чего не было в действительности) // Первая мировая и Великая Отечественная. Суровая правда войны. — М.: Полководцы Отечества, 2005. — 352 с. — 600 экз. — ISBN 5-88933-026-5.
- Сафир В. М. Примечания // Первая мировая и Великая Отечественная. Суровая правда войны. — М.: Полководцы Отечества, 2005. — 352 с. — 600 экз. — ISBN 5-88933-026-5.
- Свердлов Ф. Д. Трагедия 33-й армии // Ошибки Г. К. Жукова. — М.: Монолит, 2002. — ISBN 5-85868-114-X.
- Соловьев Д. Ю. Все генералы Сталина. — М., 2019. — ISBN 9785532106444. — С.32—33.
- John Erickson. Road To Stalingrad (англ.). — London: Cassell Military, 2003. — 608 p. — ISBN 9780304365418.

### Мемуары
- Соболев А. М. Разведка боем. Записки войскового разведчика. — М.: Московский рабочий, 1975. — 240 с.
- Жоров И. С. В тылу врага под Вязьмой // Военно-исторический журнал, № 6. — 1965.

## Документальные фильмы
- Генерал Ефремов. Смерть героя. Режиссёр: Валерий Удовыдченков. ТВ Центр, 2007.
- Генерал Ефремов. Возвращение в историю. Режиссёр: Ольга Ольгина. 2005.

## Первоисточники
- Коллектив составителей и редакторов. Военный совет при народном комиссаре обороны СССР. 1938, 1940 гг.: Документы и материалы. — М.: РОССПЭН, 2006. — 336 с. — 1000 экз. — ISBN 5-8243-0694-X.
- Выступление командующего войсками Закавказского военного округа генерал-лейтенанта Ефремова М. Г. на совещании 1940 года.
- Приказ об исключении из списков. 26 августа 1942.
- Учётная карточка захоронения Ефремова на Екатерининском кладбище в Вязьме: страница 1 и страница 2. ОБД «Мемориал».

### Публикации
- Последними дорогами генерала Ефремова. Газета.Ru. 6 мая 2005. Архивировано из оригинала 4 марта 2016. Дата обращения: 11 апреля 2010.
- Игорь Потёмкин (19 июля 2009). Противостояние. Москвичка. Дата обращения: 11 апреля 2010.
- Георгий Кушнаренко (Декабрь 2001). 60-летию битвы под Москвой посвящается. Молодёжные известия. Архивировано 25 февраля 2008. Дата обращения: 11 апреля 2010.
- Вячеслав Горбатин (13 марта 2007). Котёл на Угре. Советская Россия, N 33-34 (12950). Дата обращения: 11 апреля 2010.
- В. П. Крикунов. Загадка гибели генерал-лейтенанта М. Г. Ефремова (часть 1 и часть 2). Военно-исторический журнал.